# Ruta Provincial E 54 (Córdoba)

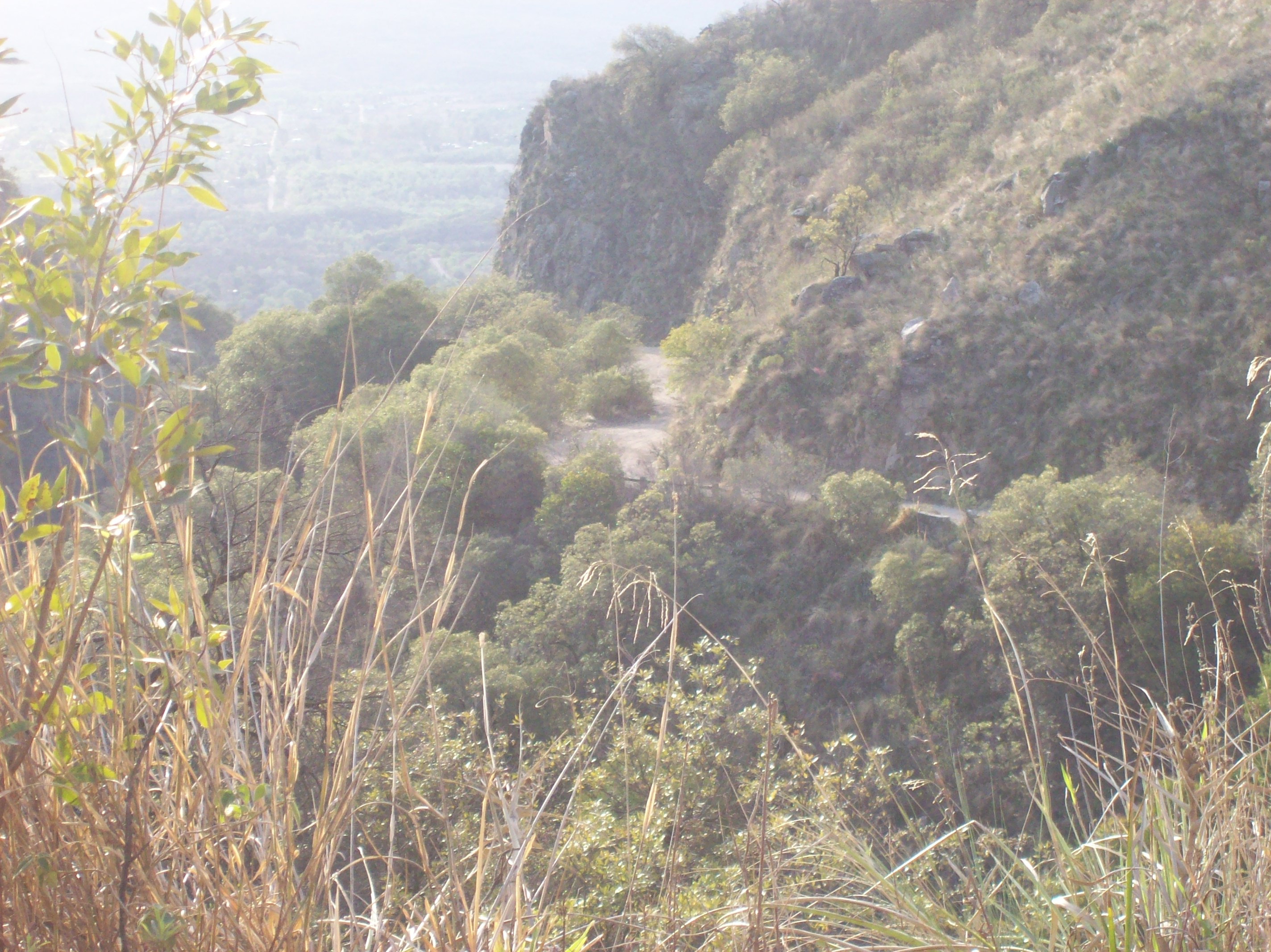
Vista de la ruta hacia el oeste, en su tramo montañoso.

La Ruta Provincial E-54 (también conocido como Camino del Pan de Azúcar y originalmente como Camino 6 de Septiembre), es una importante vía de enlace que vincula la ciudad de Córdoba y su área metropolitana, con las ciudades de Villa Allende y Cosquín, a través de las Sierras Chicas, por el cerro que le da nombre a este camino: Pan de Azúcar.
El trazado de esta vía, pertenece al grupo de rutas que se inician en la ciudad de Córdoba, y, que, en forma radial incrementan su kilometraje a medida que se alejan.

Su trazado se inicia en la intersección de la antigua RP U-110 (Boulevard Los Alemanes y Avenida Ricardo Rojas) con Avenida Rafael Núñez, bajo el nombre de Avenida Donato Álvarez.
Luego de recorrer algunos kilómetros, llega a la ciudad de Villa Allende, donde se continúa por la Avenida Goycoechea, continuando su incremento de kilometraje hacia el oeste, para transformarse en la Avenida Elpidio González y que se interna en la espesura de las sierras, para comenzar su ascenso hasta los 1000 m s. n. m., y luego de cruzar dos reservas naturales
(en este punto, alcanza su altitud máxima, encontrándose allí con la base de una aerosilla que permite al turista alcanzar la cima del cerro, en los 1290 m s. n. m.).
Luego de este punto, el camino inicia su descenso hasta intersectar a la  RN 38  en su km 48, en el límite norte de la ciudad de Cosquín, donde finaliza.
Si bien sus primeros 12 km y sus últimos 3 están asfaltados, los 35 km restantes, poseen un formate de camino sinuoso, de montaña, con material de tierra y pequeñas rocas sueltas, con algunas pequeñas zanjas provocadas por la escorrentía del agua. El mantenimiento que se le hace es muy básico, por lo que es poco utilizado por vehículos, pero muy visitado por quienes realizan trekking, mountain bike, motos y cuadriciclos.
Este camino se construyó en 1931 y fue denominado Camino 6 de Septiembre, por la fecha de 1930 en la que fue derrocado el presidente democrático Hipólito Yrigoyen, por el golpe de Estado de ese año. Fue inaugurado, curiosamente, por quien fuera el presidente de facto que lo derrocara: el presidente José Félix Uriburu.
Este camino, rápidamente se transformó en una importante vía de acceso al Valle de Punilla, después de la  RN 20 . Tal grado de importancia tenía, que existió una empresa de colectivos (La Capillense), que lo utilizaba para realizar su trayecto desde Córdoba hasta Capilla del Monte hasta finales de los años '80, evitando el tráfico de Villa Carlos Paz y la parte sur del Valle de Punilla.

## Ciudades
Solo dos localidades se ubican sobre esta ruta
- Departamento Capital: Córdoba (1 329 604).
- Departamento Colón: Villa Allende (48 562).
- Departamento Punilla: Cosquín (40 800).

## Recorrido
Los valores de kilometrajes son aproximados.
|  |  | CONTg | CONT3 |

|  |  | ABZg+1 |

|  | CONTgq | TBHFeq |  |

|  |  | STR |

|  |  | TBHFaq | CONTfq |

|  | WASSERq | hKRZWae | WASSERq |

|  | CONTgq | TBHF | CONTfq |

|  |  | STR |

|  | GRZq | STR+GRZq | GRZq |

|  |  | STR |

|  | CONTgq | TBHF | CONTfq |

|  | WASSERq | hKRZWae | WASSERq |

|  |  | STR |

|  | WASSERq | hKRZWae | WASSER+r |

|  |  | STR | WASSER |

| BAHN | RGCONTgq | SKRZ-GBUE | WASSER |

|  | CONTgq | TBHFeq | WASSER |

|  | WASSERq | hKRZWae | WASSERr |

|  | lNAT | STR+GRZq |  |

|  | lNAT | STR+GRZq |  |

|  |  | TBHFaq | CONTfq |

|  | MOUNTAIN | BHF | GNDC |

|  |  | STR |

|  | GRZq | STR+GRZq | GRZq |

|  |  | STR |

| BAHN | RGCONTgq | SKRZ-GBUE | RGCONTfq |

|  | CONTgq | TBHFe | CONTfq |

## NOTAS
1. ↑  El kilometraje fue tomado del amojonado en ruta. En caso de ausencia de los mismos, se calculó según información disponible en Internet, o verificación in situ .